# ISO 3166-2:CK
ISO 3166-2:CKはISOの3166-2規格のうち、CKで始まるものである。ニュージーランドと自由連合にあるクック諸島の行政区分コードを意味する。クック諸島はISO 3166-1(ISO 3166-1 alpha-2)で、CKを国コードとして割り振られている。ISO 3166-2:CKに対応する行政区分コードの割り当てはない。